# Marian Rivera
Marian Rivera Gracia-Dantes (sinh ngày 12 tháng 8 năm 1984) là một nữ diễn viên, người mẫu, ca sĩ, vũ công, doanh nhân và người dẫn chương trình người Philippines gốc Tây Ban Nha. Cô được biết đến qua các bộ phim Vũ điệu hoang dã, Người cá, Darna, Huyền thoại Amaya, Mặt nạ hoa hồng. Năm 2020, cô được tạp chí Forbes châu Á vinh danh là một trong những người Philippines có tầm ảnh hưởng lớn tại khu vực châu Á – Thái Bình Dương.
Cô cũng đã phát hành 2 album Marian Rivera Dance Hit và Retro Crazy vào năm 2008, ngay sau đó ca khúc Sabay Sabay tayo do Marian thể hiện đã đứng đầu Top 10 ca khúc mới hay nhất năm 2009 của Philippines.
Cô được Tổ chức Hoa hậu Hoàn vũ mời làm giám khảo tại cuộc thi Hoa hậu Hoàn vũ 2021 tổ chức ở Israel.

## Tiểu sử và học vấn
Marian Rivera sinh ngày 12 tháng 8 năm 1984 tại Madrid, Tây Ban Nha với   cha là người Tây Ban Nha, và mẹ là người Philippines. Cha mẹ cô ly dị khi cô lên 3 tuổi, sau đó cô theo mẹ chuyển đến Philippines và lớn lên tại đây. Tuy nhiên, mẹ cô phải tiếp tục công việc ở nước ngoài và cô được gửi cho bà ngoại nuôi dưỡng ở Maragondon, Cavite.
Cô theo học chương trình giáo dục tiểu học và trung học tại Hệ thống trường Cao đẳng Saint Francis và được cấp bằng bằng Cử nhân Tâm lý học tại Đại học De La Salle – Dasmariñas. Sau khi tốt nghiệp, cô làm việc cho một viện tâm thần ở Mandaluyong, nơi cô phát thuốc, khám và đánh giá bệnh nhân.

## Đời tư
Vào ngày 30 tháng 12 năm 2014, cô kết hôn với Dingdong Dantes. Hôn lễ được tổ chức tại Nhà thờ Cubao, Thành phố Quezon, trong khi tiệc chiêu đãi được tổ chức tại SM Mall of Arena Asia, Pasay và được truyền hình trực tiếp trên sóng GMA Network. Cặp đôi đã mời khoảng 1.200 người đến tham dự.

## Danh sách tác phẩm

### Phim truyền hình
| Năm        | Tác phẩm                   | Vai diễn                                                            | Kênh phát sóng    |
| ---------- | -------------------------- | ------------------------------------------------------------------- | ----------------- |
| 2005–06    | Kung Mamahalin Mo Lang Ako | Clarisse Pelaez                                                     | GMA Network       |
| 2006       | Agawin Mo Man ang Lahat    | Almira Dueñas / Isadora Valencia / Alegra                           | GMA Network       |
| 2006       | Pinakamamahal              | Carissa Crismundo                                                   | GMA Network       |
| 2007       | Super Twins                | Ester Paredes                                                       | GMA Network       |
| 2007       | Muli                       | Racquel Estadilla                                                   | GMA Network / TV1 |
| 2007–08    | Vũ điệu hoang dã           | Marimar Perez / Bella Aldama                                        | GMA Network       |
| 2008       | Chuyện tình nàng tiên cá   | Dyesebel/Isabel/Cassandra                                           | GMA Network       |
| 2009       | Quan hệ nguy hiểm          | Proserfina J. Valdez/Andrea                                         | GMA Network       |
| 2009–10    | Darna                      | Narda/Darna                                                         | GMA Network       |
| 2010       | Chân trời có em            | Jenny Dizon/Jenny Cruz                                              | GMA Network       |
| 2010       | Jillian: Namamasko Po      | Odessa Fuentes                                                      | GMA Network       |
| 2011–12    | Huyền thoại Amaya          | Amaya / Bai Amaya / Dian Amaya                                      | GMA Network       |
| 2012       | Người tình bí ẩn           | Sharina Quijano                                                     | GMA Network       |
| 2012–13    | Mặt nạ hoa hồng            | Angeline Santos-Salcedo / Chantal Gonzales / Angeline Santos-Armada | GMA Network       |
| 2014       | Hận tình không quên        | Carmela Fernandez/Catarina Bulaong                                  | GMA Network       |
| 2015       | Pari 'Koy                  | Vai diễn khách mời                                                  | GMA Network       |
| 2016; 2017 | Encantadia                 | Ynang Reyna Minea                                                   | GMA Network       |
| 2017–18    | Super Ma'am                | Minerva Henerala                                                    | GMA Network       |
| 2024       | Against All Odds           |                                                                     | GMA Network       |

### Phim điện ảnh
| Năm  | Tác phẩm                                                  | Vai diễn                       |
| ---- | --------------------------------------------------------- | ------------------------------ |
| 2005 | Enteng Kabisote 2: Okay Ka Fairy Ko: The Legend Continues | Alyssa                         |
| 2006 | Pamahiin                                                  | Becca                          |
| 2007 | Bahay Kubo                                                | Lily                           |
| 2007 | Desperadas                                                | Courtney Vallarda-Reyes        |
| 2008 | Bạn gái hờ                                                | Grace Villaflor                |
| 2008 | Quá khứ bỏ quên                                           | Joy Mejares                    |
| 2008 | Scaregivers                                               | Vai diễn khách mời             |
| 2008 | Shake, Rattle & Roll X                                    | Nieves                         |
| 2008 | Desperadas 2                                              | Courtney                       |
| 2009 | Tarot                                                     | Cara                           |
| 2010 | Em là tất cả                                              | Francisca/Iska Florantes       |
| 2010 | Noy                                                       | Chính mình/vai diễn khách mời  |
| 2010 | Super Inday and the Golden Bibe                           | Inday/Super Inday              |
| 2011 | Đảo thiên đường                                           | Cristina G.                    |
| 2011 | Tuổi nổi loạn                                             | Vai diễn khách mời             |
| 2011 | Ang Panday 2                                              | Arlana/Bagwis                  |
| 2013 | Dance of the Steelbars                                    | Vai diễn khách mời             |
| 2013 | My Lady Boss                                              | Evelyn Vallejo                 |
| 2013 | Ekstra                                                    | Chính mình/Belinda (khách mời) |
| 2013 | Kung Fu Divas                                             | Samantha                       |
| 2014 | Kubot: The Aswang Chronicles 2                            | Vai diễn khách mời             |
| 2014 | My Big Bossing's Adventures                               | Clarissa                       |
| 2016 | Imagine You and Me                                        | Vai diễn khách mời             |
| 2018 | Fantastica                                                | Vai diễn khách mời             |
| 2023 | Rewind                                                    | [ chưa xác định ]              |

### Chương trình truyền hình
| Năm     | Tác phẩm                                           | Vai diễn                               | Kênh phát sóng |
| ------- | -------------------------------------------------- | -------------------------------------- | -------------- |
| 2005    | Ang Mahiwagang Baul: Ang Alamat ng Kawayan         | Rahinda                                | GMA Network    |
| 2009    | Sugat ng Kahapon                                   | Hilda                                  | GMA Network    |
| 2009–11 | Show Me Da Manny                                   | Ella Paredes                           | GMA Network    |
| 2010    | Anghel sa Lupa                                     | Theresa San Miguel                     | GMA Network    |
| 2011    | Spooky Nights: Bampirella                          | Cinderella "Cindy" Dela Paz/Bampirella | GMA Network    |
| 2012    | Tweets for My Sweet                                | Megan "Meg" Reyes                      | GMA Network    |
| 2013    | One Day, Isang Araw: Ang Sikreto ni Milette        | Milette                                | GMA Network    |
| 2014    | Panalangin                                         | Lauren                                 | GMA Network    |
| 2014    | Ismol Family                                       | Angge                                  | GMA Network    |
| 2014    | Vampire ang Daddy Ko                               | Dang                                   | GMA Network    |
| 2015    | Eat Bulaga Lenten Special: Aruga ng Puso           | Vanjie                                 | GMA Network    |
| 2015    | Pepito Manaloto: Ang Tunay na Kwento               | Melissa                                | GMA Network    |
| 2016    | Magic of Christmas: The 2016 GMA Christmas Special | Chính mình                             | GMA Network    |
| 2017    | Dear Uge: Me and Madam                             | Isha                                   | GMA Network    |
| 2017    | Daig Kayo ng Lola Ko                               | Gracia Idlefonso/Grasa                 | GMA Network    |
| 2018    | Daig Kayo ng Lola Ko: The Runaway Princess Bride   | Công chúa Annie                        | GMA Network    |
| 2021    | Hoa hậu Hoàn vũ 2021                               | Chính mình                             | GMA Network    |
| 2022    | Jose & Maria's Bonggang Villa                      | Maria                                  | GMA Network    |

#### Với tư cách là người dẫn chương trình
| Năm      | Tác phẩm         | Vai trò                                       | Kênh phát sóng |
| -------- | ---------------- | --------------------------------------------- | -------------- |
| 2007–10  | SOP Rules        | Chính mình/ca sĩ biểu diễn trong chương trình | GMA Network    |
| 2010–12  | Party Pilipinas  | Chính mình/ca sĩ biểu diễn trong chương trình | GMA Network    |
| 2012     | Pinoy Adventures | Chính mình/người dẫn chương trình             | GMA Network    |
| 2012     | Showbiz Central  | Chính mình/người dẫn chương trình             | GMA Network    |
| 2012–13  | Extra Challenge  | Chính mình/người dẫn chương trình             | GMA Network    |
| 2014–15  | Eat Bulaga!      | Chính mình/người dẫn chương trình             | GMA Network    |
| 2014     | Marian           | Chính mình/người dẫn chương trình             | GMA Network    |
| 2015–19  | Sunday PinaSaya  | Chính mình                                    | GMA Network    |
| 2016     | Yan ang Morning! | Chính mình/người dẫn chương trình             | GMA Network    |
| 2017–nay | Tadhana          | Chính mình/người dẫn chương trình             | GMA Network    |

## Danh sách đĩa nhạc

### Album
| Năm  | Tác phẩm | Số lượng bán ra | Chứng nhận     |
| ---- | --- | --------------- | -------------- |
| 2008 | Marian Rivera Dance Hits - Phát hành: Tháng 3 năm 2008 - Hãng phát hành: Universal Records - Định dạng: CD, CD+VCD, tải nhạc - Thời lượng: 21:46 | 15,000 bản      | PARI: Bạch kim |
| 2009 | Retro Crazy - Phát hành: Tháng 1 năm 2009 - Hãng phát hành: Universal Records - Định dạng: CD, tải nhạc                                          | 15,000 bản      | PARI: Vàng     |

### Đĩa đơn
| Năm  | Tác phẩm           | Album       | Số lượng bán ra | Chứng nhận     |
| ---- | ------------------ | ----------- | --------------- | -------------- |
| 2009 | "Sabay Sabay Tayo" | Retro Crazy | 15,000 bản      | PARI: Bạch kim |

## Giải thưởng, đề cử và sự công nhận
| Năm  | Giải thưởng                                                                             | Hạng mục                                                          | Tác phẩm đề cử                           | Kết quả   | Nguồn         |
| ---- | --------------------------------------------------------------------------------------- | ----------------------------------------------------------------- | ---------------------------------------- | --------- | ------------- |
| 2023 | GMA Gala 2023                                                                           | Cặp đôi của đêm (nhận giải cùng với Dingdong Dantes)              | —                                        | Đoạt giải |               |
| 2019 | Giải thưởng Ngôi sao Truyền hình PMPC lần thứ 33                                        | Nữ người dẫn chương trình xuất sắc nhất                           | Sunday PinaSaya                          | Đề cử     |               |
| 2018 | Giải thưởng Ngôi sao Truyền hình PMPC lần thứ 32                                        | Nữ người dẫn chương trình xuất sắc nhất                           | Sunday PinaSaya                          | Đề cử     |               |
| 2018 | Giải thưởng Người lao động Philippines ở nước ngoài lần thứ 8                           | Nữ diễn viên xuất sắc nhất                                        | Tadhana: Milya-milyang Agwat ng Mag-ina  | Đoạt giải |               |
| 2017 | Giải thưởng Ngôi sao Truyền hình PMPC lần thứ 31                                        | Nữ người dẫn chương trình xuất sắc nhất                           | Sunday PinaSaya                          | Đoạt giải |               |
| 2016 | Giải thưởng Ngôi sao Truyền hình PMPC lần thứ 30                                        | Nữ người dẫn chương trình xuất sắc nhất                           | Sunday PinaSaya                          | Đề cử     |               |
| 2015 | Liên hoan phim và video quốc tế Worldfest-Houston                                       | Nữ diễn viên phụ xuất sắc nhất                                    | Ekstra: A Bit Player                     | Đề cử     | [ 28 ]        |
| 2015 | Giải thưởng EB Dabarkads lần thứ 2                                                      | Nữ diễn viên xuất sắc nhất                                        | Eat Bulaga Lenten Special: Aruga ng Puso | Đề cử     | [ 29 ]        |
| 2014 | Giải thưởng FAMAS                                                                       | Nữ diễn viên xuất sắc nhất                                        | Kung Fu Divas                            | Đề cử     | [ 30 ]        |
| 2014 | Giải thưởng của Đại học Northwest Samar State                                           | Nữ diễn viên xuất sắc nhất phim truyền hình                       | Mặt nạ hoa hồng                          | Đoạt giải | [ 31 ]        |
| 2014 | Giải thưởng màn ảnh vàng ENPRESS lần thứ 5                                              | Nữ diễn viên xuất sắc nhất phim truyền hình                       | Mặt nạ hoa hồng                          | Đề cử     | [ 32 ]        |
| 2013 | Giải thưởng Truyền hình Châu Á                                                          | Nữ diễn viên chính xuất sắc nhất                                  | Mặt nạ hoa hồng                          | Đề cử     | [ 33 ]        |
| 2013 | Giải thưởng Ngôi sao Truyền hình PMPC                                                   | Nữ diễn viên xuất sắc nhất                                        | Mặt nạ hoa hồng                          | Đoạt giải | [ 34 ]        |
| 2013 | Giải thưởng Ngôi sao Truyền hình PMPC                                                   | Người dẫn chương trình truyền hình thực tế xuất sắc nhất          | Extra Challenge                          | Đề cử     | [ 34 ]        |
| 2013 | Giải thưởng màn ảnh vàng ENPRESS                                                        | Nữ diễn viên có diễn xuất xuất sắc nhất chương trình hài          | Tweets for my Sweet                      | Đề cử     | [ 35 ]        |
| 2013 | Giải thưởng màn ảnh vàng ENPRESS                                                        | Nữ diễn viên có diễn xuất xuất sắc nhất                           | Huyền thoại Amaya                        | Đoạt giải | [ 36 ]        |
| 2013 | Giải thưởng của Đại học Northwest Samar State                                           | Nữ diễn viên xuất sắc nhất                                        | Huyền thoại Amaya                        | Đoạt giải | [ 37 ]        |
| 2012 | Giải thưởng lựa chọn phim, chương trình truyền hình và âm nhạc yêu thích nhất lần thứ 4 | Nữ diễn viên xuất sắc nhất phim truyện truyền hình                | Mặt nạ hoa hồng                          | Đề cử     | [ 38 ] [ 39 ] |
| 2012 | Giải thưởng FAMAS                                                                       | Nữ diễn viên xuất sắc nhất                                        | Ang Panday (phần 2)                      | Đề cử     | [ 40 ]        |
| 2012 | PMPC Star Awards for Television                                                         | Best Comedy Actress                                               | Tweets for my Sweet                      | Đề cử     | [ 41 ]        |
| 2012 | Northwest Samar State University Awards                                                 | Best Actress in a Primetime Teleserye                             | Amaya                                    | Đoạt giải | [ 42 ]        |
| 2011 | ENPRESS Golden Screen Television Awards                                                 | Outstanding Performance by an Actress in a Drama Series           | Amaya                                    | Đề cử     | [ 43 ]        |
| 2010 | Metro Manila Film Festival Awards                                                       | Best Festival Actress                                             | Super Inday and the Golden Bibe          | Đề cử     | [ 44 ]        |
| 2009 | ENPRESS Golden Screen Awards                                                            | Best Performance by an Actress in a Lead Role (Musical or Comedy) | My Bestfriend's Girlfriend               | Đề cử     | none          |
| 2006 | PMPC Star Awards for Movies                                                             | New Movie Actress of the Year                                     | Enteng Kabisote 2                        | Đề cử     | none          |
| 2006 | PMPC Star Awards for Television                                                         | New Performance by an Actress                                     | Agawin Mo Man Ang Lahat                  | Đoạt giải | none          |

| Năm  | Giải thưởng                                        | Hạng mục                                                       |
| ---- | -------------------------------------------------- | -------------------------------------------------------------- |
| 2014 | FHM 100 Sexiest Women in the Philippines           | Philippine's Finest - Rank #1                                  |
| 2014 | Yahoo! OMG Awards                                  | Media Magnet Awardee                                           |
| 2014 | PEPList Choice Awards                              | Female TV Star Of The Year Award Editor's Choice Awardee       |
| 2014 | Philippine for Woman & Disabilities                | Chosen Ambassadress for Women and Children with Disability     |
| 2014 | Personal Collection Direct Selling Inc.,           | Dealer's Choice Awardee                                        |
| 2013 | Vietnam's Today TV & SNTV's Face of the Year Award | Best Female Foreign Artist Awardee                             |
| 2013 | ANAK TV Awards                                     | Anak TV Makabata Awardee                                       |
| 2013 | Movie Writers Welfare Foundation                   | Gintong Palad Public Service Award with Dingdong Dantes        |
| 2013 | FHM 100 Sexiest Women in the Philippines           | Philippine's Finest - Rank #1                                  |
| 2012 | TopTenz.net                                        | Top 10 International Beauties of 2012 - Rank #9                |
| 2009 | 40th Box-Office Entertainment Awards               | Valentine Box-Office Queen for My Bestfriend's Girlfriend      |
| 2009 | 40th Box-Office Entertainment Awards               | Most Phenomenal Loveteam (with Dingdong Dantes)                |
| 2008 | Philippine Walk of Fame                            | Walk of Fame Awardee                                           |
| 2008 | FAMAS Awards                                       | German Moreno Youth Achievement Awardee                        |
| 2008 | Filipino-American Visionary Awards                 | Favorite Television Actress Awardee for MariMar                |
| 2008 | FHM 100 Sexiest Women in the Philippines           | Philippine's Finest - Rank #1                                  |
| 2008 | USTV Student's Choice Awards                       | Most Popular Actress in a Drama/Miniseries Awardee for MariMar |
| 2008 | 38th Box-Office Entertainment Awards               | Most Promising Female Star Awardee for MariMar                 |
| 2008 | 38th Box-Office Entertainment Awards               | Phenomenal TV Star Awardee for MariMar                         |

| Năm  | Giải thưởng                          | Hạng mục                                      | Kết quả            |
| ---- | ------------------------------------ | --------------------------------------------- | ------------------ |
| 2014 | Yahoo! OMG Awards                    | Celebrity of the Year                         | Đề cử              |
| 2014 | Yahoo! OMG Awards                    | Actress of the Year                           | Đề cử              |
| 2014 | Yahoo! OMG Awards                    | Love Team of the Year with Dingdong Dantes    | Đề cử              |
| 2014 | Style Bible Best of 2013             | Best Celebrity of the Year                    | Đoạt giải          |
| 2014 | FHM Magazine Best of the Best        | FHM Best Photos of 2013 - Rank #1             | Đoạt giải          |
| 2014 | Cosmopolitan 2014                    | Favorite Cosmo Girl                           | Đoạt giải          |
| 2013 | Kzone Awards                         | Favorite Television Actress                   | Đề cử              |
| 2013 | PEPsters Choice Awards               | Female News Maker of the Year                 | Đề cử              |
| 2013 | Yahoo! OMG Awards                    | Celebrity of the Year                         | Đoạt giải          |
| 2013 | Yahoo! OMG Awards                    | Actress of the Year                           | Đề cử              |
| 2012 | Inside Showbiz Magazine              | Inside Showbiz Sexiest Women                  | Included - Rank #3 |
| 2012 | Meg Top Choice Awards                | Best Red Lips                                 | Đoạt giải          |
| 2012 | Meg Top Choice Awards                | Top Cover Star                                | Đoạt giải          |
| 2012 | Meg Top Choice Awards                | Hottest Couple with Dingdong Dantes           | Đoạt giải          |
| 2012 | Party Pilipinas Most Liked Awards    | Most Liked Kapuso Drama Actress               | Đoạt giải          |
| 2012 | Party Pilipinas Most Liked Awards    | Most Liked Kapuso Artist                      | Đoạt giải          |
| 2012 | Party Pilipinas Most Liked Awards    | Most Liked Party Pilipinas Performance        | Đoạt giải          |
| 2012 | Party Pilipinas Most Liked Awards    | Most Liked Kilig Moments with Dingdong Dantes | Đoạt giải          |
| 2012 | Party Pilipinas Most Liked Awards    | Most Liked Love Tea with Dingdong Dantes      | Đoạt giải          |
| 2012 | Yahoo! OMG Awards                    | Celebrity of the Year                         | Đề cử              |
| 2012 | Yahoo! OMG Awards                    | Actress of the Year                           | Đề cử              |
| 2011 | Yahoo! OMG Awards                    | Hottest Celebrity                             | Đề cử              |
| 2011 | KZone Awards                         | Favorite Television Actress                   | Đoạt giải          |
| 2010 | Box-Office Entertainment Awards      | Love Team of the Year with Dingdong Dantes    | Đoạt giải          |
| 2009 | SOP Kapuso Tag Awards                | Kapuso Female Fan Fave                        | Đoạt giải          |
| 2009 | SOP Kapuso Tag Awards                | Most Romantic Smooch with Dingdong Dantes     | Đoạt giải          |
| 2009 | SOP Kapuso Tag Awards                | Kapuso Most Wanted                            | Đoạt giải          |
| 2008 | YES! Magazine Reader's Choice Awards | Cover Star of the Year                        | Đoạt giải          |
| 2008 | YES! Magazine Reader's Choice Awards | Most Popular Love Team with Dingdong Dantes   | Đoạt giải          |
| 2008 | 38th Box-Office Entertainment Awards | Face of the Night                             | Đoạt giải          |
| 2008 | Supreme to the Extreme Awards        | Best in Chemistry with Dingdong Dantes        | Đoạt giải          |
| 2008 | Candy Rap Awards                     | Best Local Female Star                        | Đoạt giải          |
| 2008 | Meg Teen Choice Awards               | Favorite Female Celebrity                     | Đoạt giải          |